# 諾亞·蒙克
諾亞·蒙克（Noah Bryant Munck，1996年5月3日—）是美國的一位演員和音樂製作人。他最著名的作品是在情景喜劇愛卡莉中飾演Gibby角色。